# Vasil Marinov
Vasil Aleksandrov Marinov (Bulgaars: Васил Александров Маринов - 1907, Sjoemen) was een Bulgaars geograaf en docent. Hij werkte als senior onderzoeksmedewerker bij het Etnografisch Instituut en Museum in Sofia.

## Leven
Marinov werd geboren in 1907 in Sjoemen en studeerde af aan de Universiteit van Sofia, waarna hij zich specialiseerde in Duitsland. Hij werkte als docent en was senior onderzoeker bij het Etnografisch Instituut met een museum in Sofia. Marinov stierf in 1990.